# Vyšná Polianka
Vyšná Polianka és un poble i municipi d'Eslovàquia. Es troba a la regió de Prešov, al nord del país.

## Història
La primera referència escrita de la vila data del 1572.

## Demografia
| Godina             | 1994 | 2004    | 2014    | 2024   |
| ------------------ | ---- | ------- | ------- | ------ |
| Nombre de persones | 153  | 135     | 113     | 110    |
| Diferència         |      | −11,76% | −16,29% | −2,65% |

| Godina             | 2023 | 2024   |
| ------------------ | ---- | ------ |
| Nombre de persones | 109  | 110    |
| Diferència         |      | +0,91% |